# GAZ-M415
Der GAZ-M415 (russisch ГАЗ-М415) war ein sowjetischer Pick-up, der vom Gorkowski Awtomobilny Sawod (GAZ) ab 1939 in Serie gebaut wurde. Er basiert stark auf dem GAZ-M1 von 1936. Gelegentlich verwendete alternative Bezeichnungen sind GAZ-415 und GAZ-M-415.

## Fahrzeuggeschichte

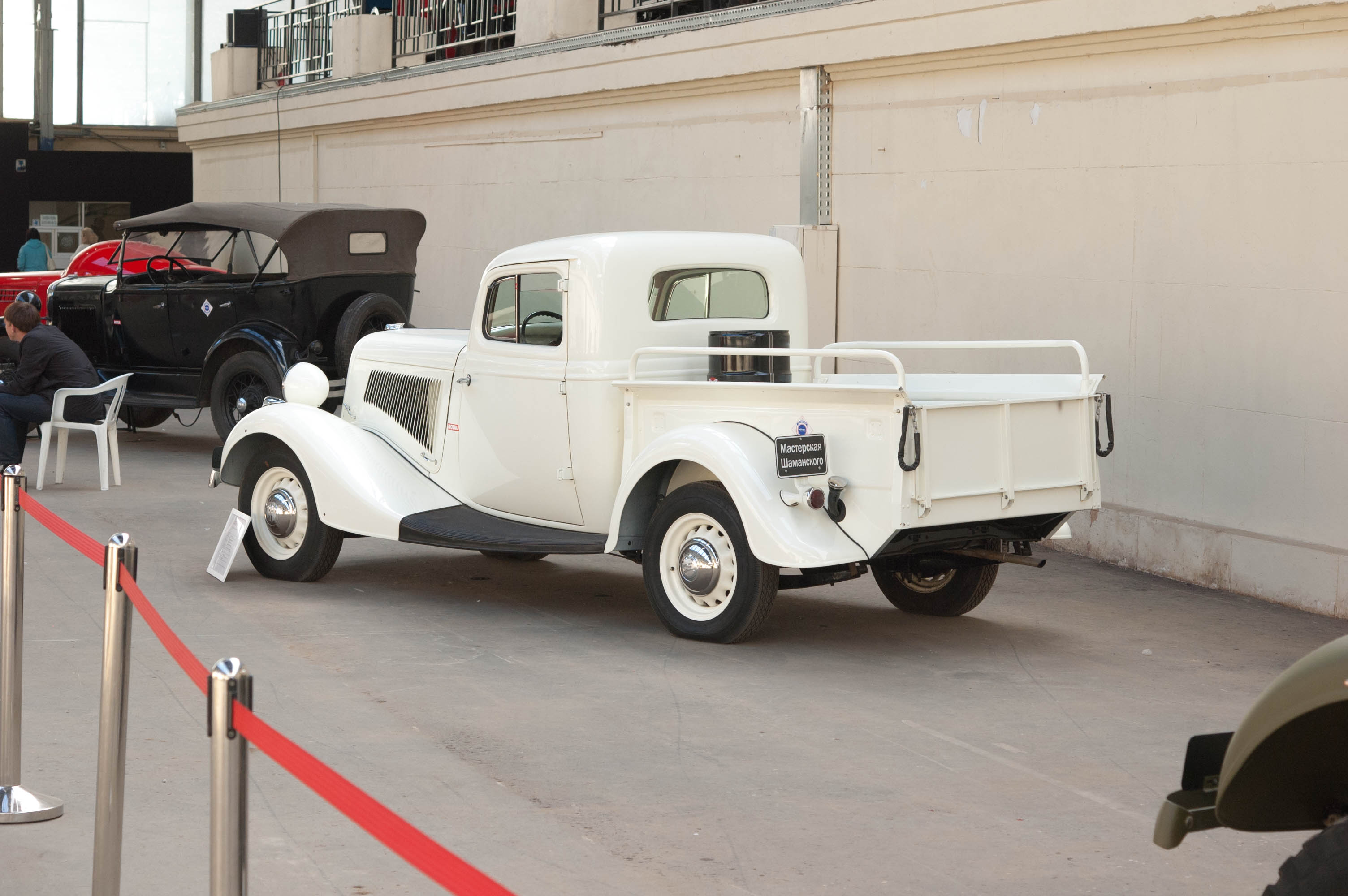
Heckansicht des restaurierten Fahrzeugs (2014)

Bereits auf Basis des ersten Personenwagens von GAZ, dem GAZ-A, hatte es einen leichten Lkw beziehungsweise Pick-up gegeben, den GAZ-4. Dessen Produktion wurde 1936 zunächst ersatzlos eingestellt. Erst 1939 begann man auf Grundlage des nun gebauten GAZ-M1 wieder einen Pick-up in Serie zu fertigen. Dieses Fahrzeug erhielt die Nummer GAZ-M415, wobei M genau wie beim GAZ-M1 für Molotow steht, dem damaligen Regierungschef der Sowjetunion, dessen Beinamen das GAZ-Werk trug. Erste Prototypen der späten 1930er Jahre hatten noch eine durchgehende Karosserie, in der Serienfertigung dagegen wurde eine separate, eckige Ladefläche verbaut. Rahmen und Antriebsstrang wurden komplett vom Personenwagen übernommen.
Im Laufe der kurzen Produktionszeit wurde die Karosserie des GAZ-M415 auch auf verschiedenen anderen Fahrzeugen verwendet:
- GAZ-11-415 – Mit dem GAZ-11-73 gab es ab 1939 eine Sechszylinderversion des GAZ-M1-Personenwagens. Diesen Motor, eigentlich für einen Lastwagen bestimmt, baute man versuchsweise auch in den GAZ-M415 ein. Eine Serienfertigung unterblieb aus unbekannten Gründen.[1]
- GAZ-61-415 – Ein Fahrzeug, das das Allradfahrgestell des GAZ-61 mit der Karosserie des GAZ-M415 kombinierte. Nur äußerst wenige Exemplare wurden für die Rote Armee gefertigt.[2]
- Ein Prototyp mit verlängertem Radstand wurde gebaut.

Wie viele Exemplare letztlich genau gebaut wurden, ist nicht klar. Die Angaben schwanken zwischen knapp 5000 und 5383. Kriegsbedingt endete die Fertigung 1941, sie wurde auch nach 1945 nicht wieder aufgenommen. Es besteht jedoch die Möglichkeit, dass in den Kriegsjahren noch einzelne Pick-ups aus vorhandenen Teilen gebaut wurden, so wie dies bei anderen Pkw des Herstellers der Fall war.
Heute sind nur noch drei GAZ-M415 bekannt, mindestens ein Fahrzeug wurde restauriert.

## Technische Daten
Für das Grundmodell GAZ-M415.
- Motor: Vierzylinder-Viertakt-Ottomotor
- Motortyp: „GAZ-M“
- Leistung: 50 PS (37 kW)
- Hubraum: 3285 cm³
- Bohrung: 98,43 mm
- Hub: 107,95 mm
- Kompression: 4,6:1
- Treibstoffverbrauch: 14,5 l/100 km
- Tankinhalt: 60 l
- Getriebe: mechanisch, 3 Vorwärtsgänge
- Höchstgeschwindigkeit: 90 km/h
- Antriebsformel: 4×2

Abmessungen und Gewichte
- Länge: 4655 mm
- Breite: 1770 mm
- Höhe: 1775 mm
- Gewicht: 1455 kg
- Zuladung: 400 kg und zwei Personen oder acht Personen inklusive Fahrer (alternativ werden auch 500 kg angegeben[3])

Da der Pick-up über herunterklappbare Bänke an den Innenseiten der Ladefläche verfügte, war eine schnelle Umrüstung auf Personentransport möglich.